# The National (Шотландия)
The National — шотландская ежедневная газета, принадлежащая издательству Newsquest, которая начала публикацию 24 ноября 2014 года и стала первой ежедневной газетой в Шотландии, что поддержала шотландскую независимость. Запущена в ответ на призывы читателей Newsquest на волне шотландского референдума о независимости 2014 года.
Несмотря на то, что запуск газеты был объявлен Шотландской национальной партией как о её собственном политическом событии, газета указала, что она политически независима от этой партии.

## Ссылка
- Официальный сайт